# Hasso Schreck
Hasso Schreck (* 26. Mai 1927; † 14. Juni 2019, auch Hasso F. Schreck) war ein deutscher Architekt, der insbesondere in Berlin durch seine Entwürfe von Schul- und Sportbauten sowie kulturellen Einrichtungen Bekanntheit erlangte. In den 1980er und 1990er Jahren forschte er zu Klimagerechtem Bauen und realisierte ein Projekt im Rahmen der IBA 1987.

## Leben und Werk
Hasso Schreck absolvierte von 1959 bis 1964 ein Architekturstudium an der TU Berlin und war anschließend von 1964 bis 1978 dort Wissenschaftlicher Assistent. Mit Jan-Christoph Bassenge und Kay Puhan-Schulz gründete er ein eigenes Architekturbüro, zu dem zeitweise Johannes Heinrich und Walter Schreiber gehörten. In den Jahren 1969 bis 1970 hatte er einen Lehrauftrag für die Einführung in das Entwerfen an der Hochschule für die bildenden Künste Berlin inne. An der TU Berlin wurde er im Anschluss an einem Lehrauftrag im Fachbereich Architektur in den Jahren 1979 bis 1982 zum Professor berufen. Zum 30. September 1992 wurde er emeritiert.
Er wirkte vor allem in der zweiten Hälfte des 20. Jahrhunderts in Berlin. Sein architektonischer Schwerpunkt lag auf der Planung und Realisierung von öffentlichen Gebäuden, insbesondere Schulen und Sportstätten. Seine Arbeiten spiegeln die architektonischen Strömungen der Nachkriegsmoderne wider, die durch Funktionalität und eine klare Formensprache gekennzeichnet sind.
Ein bedeutender Teil seines Schaffens ist eng mit der Entwicklung des Märkischen Viertels in Berlin-Reinickendorf verbunden. Hier realisierte er mehrere wichtige Projekte, die das städtebauliche Bild des Viertels maßgeblich prägten.
Hasso Schreck wirkte als Professor für Klimagerechtes Bauen und Ausbautechnik am Institut für Ausbau- und Innenraumplanung des Fachbereichs Architektur der Technischen Universität Berlin. Sein Forschungsschwerpunkt war die Entwicklung von energetischen Gebäude- und Gebäudesanierungskonzepten. Er setzte sich insbesondere mit Systemen zur Tageslichtbeleuchtung und Sonnenenergienutzung auseinander. Anhand von Modelluntersuchungen im Kunstlichthimmel simulierte er die Versorgung mit Tageslicht und erstellte dazu Wärmebilanzen. Sowohl den Erweiterungsbau des Deutschen Technikmuseums in Berlin als auch die energetische Sanierung von Typenschulbauten begleitete er mit Forschungsprojekten.

## Bedeutende Bauwerke

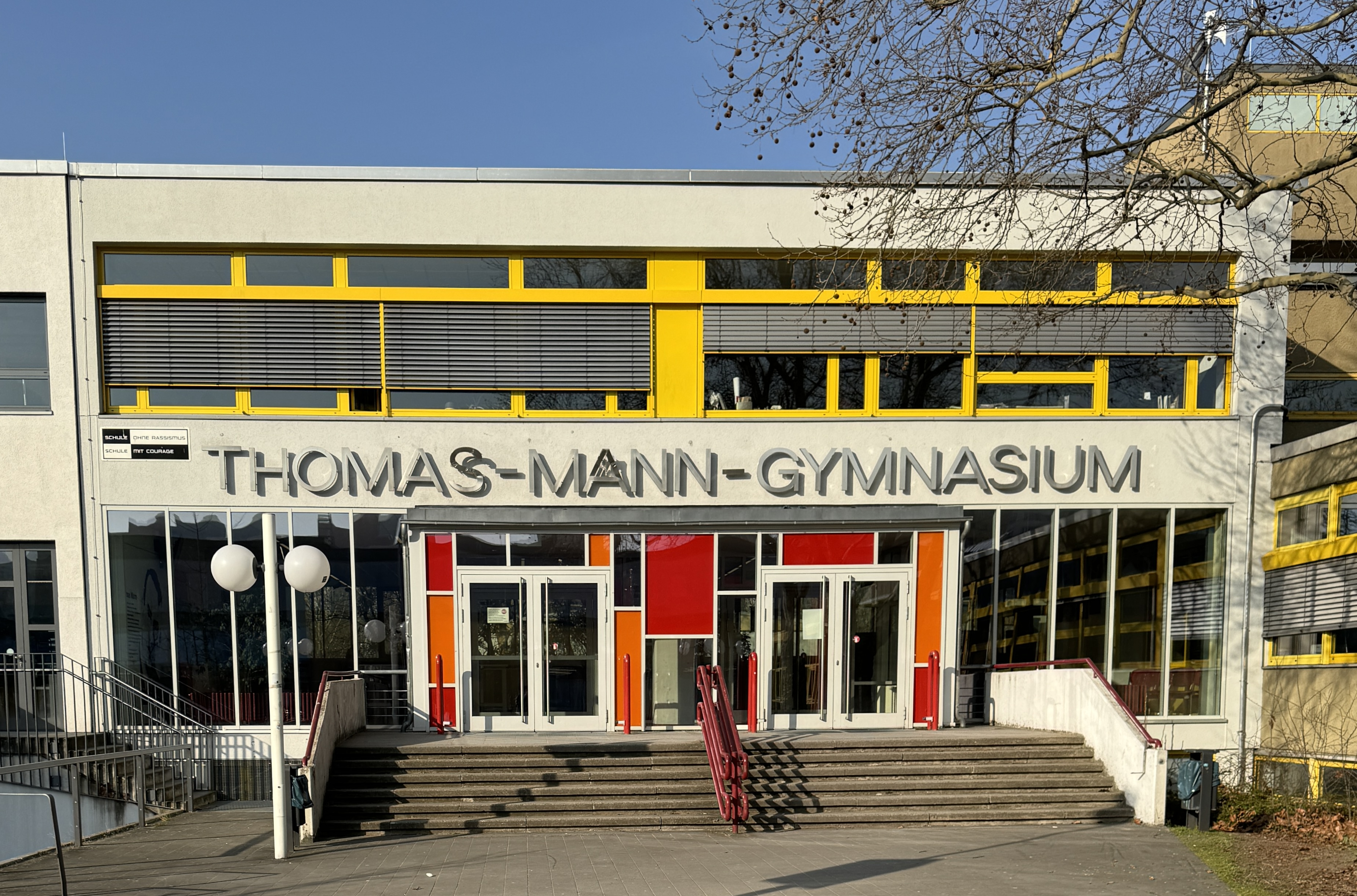
Thomas-Mann-Gymnasium Haupteingang

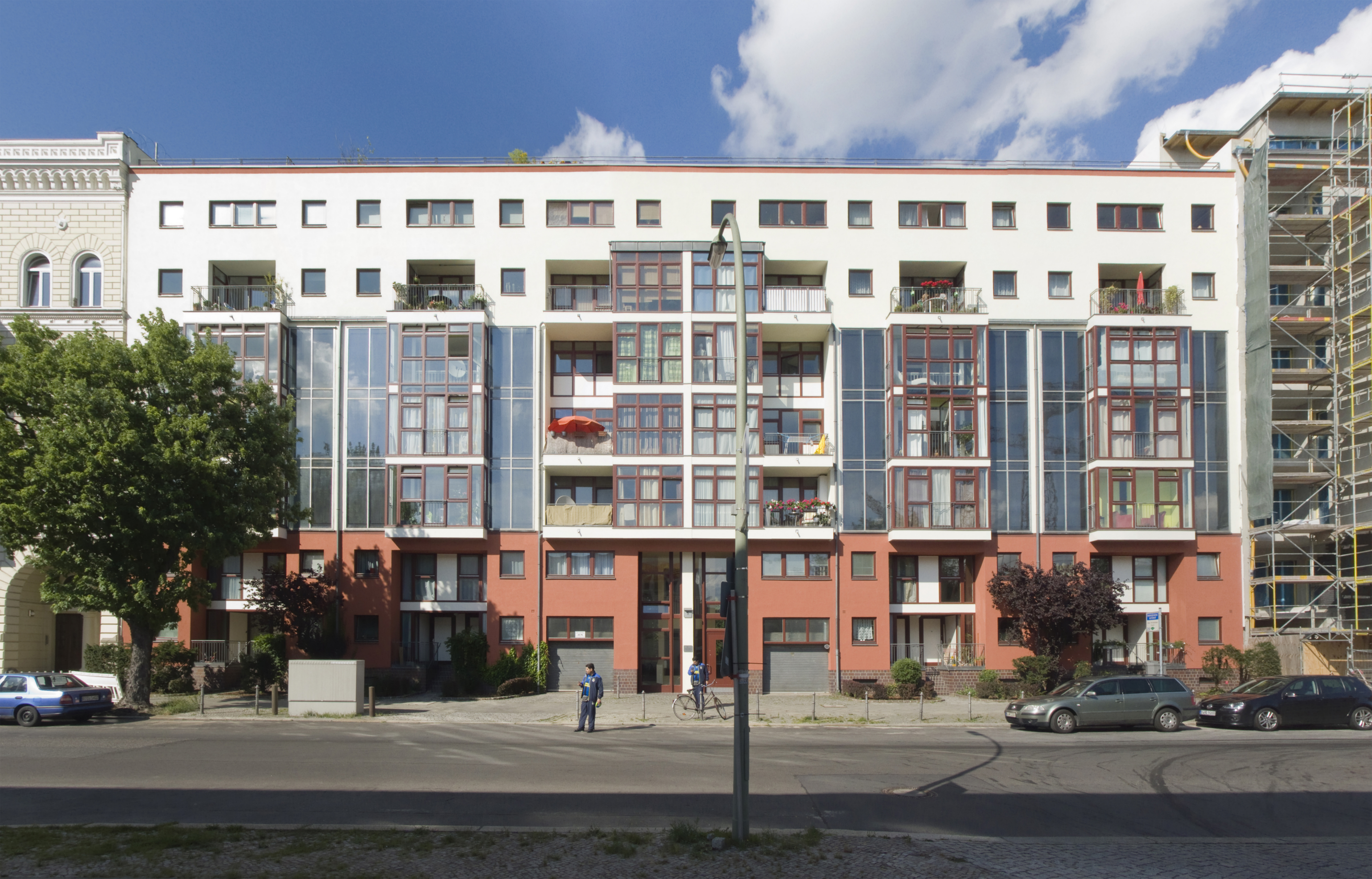
Gebäude Lützowstraße, Internationale Bauausstellung 1987

### Thomas-Mann-Gymnasium
Eines seiner bekanntesten Bauwerke ist das Thomas-Mann-Gymnasium in Berlin-Reinickendorf, welches er in den Jahren 1968-1971 entworfen hatte. Die architektonische Gestaltung des Schulkomplexes, einschließlich der abgesetzten Sporthalle und der Verbindung zum benachbarten Bezirksamt und dem Fontane-Haus, verdeutlichen Schrecks funktionales und integrierendes Planungskonzept.

### Fontane-Haus, Berlin-Reinickendorf
Das Kulturzentrum Fontane-Haus, das in direkter Verbindung zum Thomas-Mann-Gymnasium steht, ist ein weiteres bedeutendes Werk von Hasso Schreck.

### Märkische Zeile
Schreck entwarf mit Kollegen in der Berliner Großsiedlung Märkisches Viertel im Zeitraum von 1963 bis 1974 das verdichtete Zentrum Märkische Zeile, das bis heute mehrfach erweitert wurde und verschiedene Sozialeinrichtungen und eine Schule enthält.

### Ganztagesschule Osterburken
In Bürogemeinschaft mit Jan-Christoph Bassenge und Kay Puhan-Schulz realisierte Hasso Schreck das Ganztagsgymnasium Osterburken (auch Tagesheimgymnasium Osterburken oder Ganztagesschule Osterburken). Das Projekt wurde im Jahr 1972 mit dem Hugo-Häring-Preis ausgezeichnet.

### Lützowstraße 3 bis 5, Berlin-Tiergarten
Für die Internationale Bauausstellung 1987 realisierte das von Hasso Schreck gegründete Institut für Bau-, Umwelt- und Solarforschung IBUS mit Gustav Hillmann und Joachim Nagel ein Blockrandgebäude, dass mit Maisonette- und Splitt-Level-Wohneinheiten auf die optimierte Nutzung von Sonnenenergie ausgerichtet war.

### Ultra-Haus
Das Null-Heizenergie-Haus in Berlin-Spandau war vermutlich das erste Passivhaus in der Bundesrepublik. Das Forschungs- und Demonstrationshaus hat gezeigt, dass mit Südorientierung, Solarkollektoren und Wärmespeicher ein „CO2-neutrales Haus“ möglich ist.

## Architektonische Merkmale
Schrecks Architektur zeichnet sich durch folgende Merkmale aus:
- Funktionale und klare Formensprache
- Integration von Gebäuden in städtebauliche Gesamtkonzepte
- Moderne Baumaterialien und Konstruktionsweisen für den Standards der damaligen Zeit

## Wirken und Bedeutung
Hasso Schreck hat mit seinen Bauten das Berliner Stadtbild entscheidend mitgeprägt, insbesondere im Bereich des Schul- und Kulturbaues. Seine Werke sind Zeugnisse der architektonischen Entwicklung Berlins in der Nachkriegszeit und spiegeln die Bemühungen wider, moderne und funktionale Gebäude für die wachsende Stadt zu schaffen.

## Rezeption
Hasso Schreck entwarf laut Daniel Blömer den für den „Neuen Schulbau“ prägend wirkenden Bau des Tagesheimgymnasiums Osterburken. Er wird zudem zu den wichtigsten Protagonisten bei der Entwicklung und Realisierung von Energiesparhäuser oder Solarhäuser gezählt.

## Veröffentlichungen (Auswahl)
- mit Gustav Hillmann, Joachim Nagel: Klimagerechte und energiesparende Architektur, Fundamente alternativer Architektur, Band 2, 3 Auflagen 1981, 1982, 1983, ISBN 978-3-7880-7229-2
- mit Gustav Hillmann, Joachim Nagel: Systeme zur Nutzung von Solar-, Wind- und Biogas-Energie in der Volksrepublik China : Phase II / Bundesministerium für Forschung u. Technologie, Teilprojekt Siedlungs- und Gebäudeplanung, Institut für Bau-, Umwelt- und Solarforschung, Fachinformationszentrum Karlsruhe, Eggenstein-Leopoldshafen, 1986, BMFT-FB-T 86-227.